# Tim O'Riordan
Tim O'Riordan (né le 21 février 1942) est un géographe britannique, professeur émérite de sciences de l'environnement à l'Université d'East Anglia (UEA) et un éminent écrivain et penseur environnemental britannique.

## Parcours
Tim O'Riordan grandit dans le nord de l'Angleterre et fait ses études à l'Université d'Édimbourg (en géographie), à l'Université Cornell (MS, ingénierie des ressources en eau) et au King's College de Cambridge (PhD en géographie).
Il enseigne à l'Université Simon Fraser au Canada à la fin des années 1960, avant de postuler à un poste de maître de conférences à l'UEA. Il prend sa retraite en tant que professeur en 2005.
Il est fondateur et directeur adjoint (1991-) du Centre de recherche sociale et économique sur l'environnement mondial (CSERGE) à l'UEA.
Il est veuf et père de deux filles.

## Contributions
Les contributions d’O’Riordan portent sur l’analyse des politiques environnementales, l’évaluation et l’appréciation environnementales, ainsi que la gouvernance et la prise de décision environnementales. En 1981, il publie Environmentalism, l’une des premières synthèses critiques du domaine. Il travaille sur des approches interdisciplinaires, en s'impliquant activement dans le développement de partenariats scientifiques en matière de durabilité. En 2014, il appelle à une « science du développement durable axée sur la compassion, l'équité, l'empathie et la justice sociale ». Son travail a été cité plus de 16 500 fois.
Son travail porte sur l'adaptation des littoraux de l'East Anglia en Angleterre, afin qu'ils soient prêts à faire face à l'élévation du niveau de la mer et à la création d'économies et de sociétés utilisant la prise de décision démocratique participative.
Il édite un certain nombre d'ouvrages sur les aspects institutionnels du changement environnemental global, ainsi que sur les politiques et les pratiques, notamment deux éditions du manuel Environmental Science for Environmental Management. Ses travaux sur la politique environnementale européenne et la gestion des risques sont résumés en plusieurs volumes. Il est rédacteur en chef du magazine/journal Environment.
Il a siégé à plusieurs conseils consultatifs, notamment le Corporate Responsibility Body d'Asda plc, et le Growth and Climate Change Panel d'Anglian Water Group. Il était membre de la Commission du développement durable du Royaume-Uni jusqu'à sa dissolution par le gouvernement en 2011.

## Récompenses
- Ordre de l'Empire britannique (2010)
- Membre de la British Academy (1999)
- Ami distingué d'Oxford (2013)[8]

## Publications
(septembre 2024).
- O'Riordan, T. and T. Lenton (eds.). 2013. Addressing Tipping Points for a Precarious Future. Oxford University Press/British Academy.
- Horlick-Jones, T., Walls, J., Rowe, G., Pidgeon, N., Poortinga, W., Murdock, G., O'Riordan, T., (2007) The GM Debate: Risks, Politics and Public Engagement. Routledge.
- O’Riordan, T. and S. Stoll-Kleemann (eds.). 2002. Biodiversity, Sustainability and Human Communities: Protecting Beyond the Protected. Cambridge University Press.
- O’Riordan, T. (ed.) 2002. Globalism, Localism and Identity: New Perspectives on the Transition of Sustainability. Earthscan.
- O’Riordan, T., James Cameron, and Jordan, A.J. (eds.) 2001. Reinterpreting the Precautionary Principle. Cameron May, London.
- O’Riordan, T. (ed.) 1999). Environmental Science for Environmental Management, Revised Second Edition. Prentice Hall, Harlow Essex.
- O'Riordan, T. (ed.). 1997. Ecotaxation. Earthscan.
- O'Riordan, T. and H. Voisey (ed.). 1998. The Transition to Sustainability: the Politics of Agenda 21 in Europe. Earthscan.
- O'Riordan, T. and H. Voisey (ed.). 1997. Sustainable Development in Western Europe: Coming to Terms with Agenda 21. Frank Cass.
- Jager J. and T. O'Riordan (eds.). 1996. The Politics of Climate Change: A European Perspective. Routledge.
- O’Riordan, T. and J. Cameron (eds.). (1994). Interpreting the Precautionary Principle. Routledge.
- Pearce, D., Turner, R., O'Riordan, T.(1993) Blueprint III. Earthscan.
- Weale A., T O'Riordan, L. Kramme. 1992. Controlling Pollution in the round: Change and Choice in Environmental Regulation in Britain and Germany. London: Anglo-German Foundation.
- O'Riordan T., R. Kemp, M. Purdue 1988. Sizewell B: An Anatomy of Inquiry. Pergamon.
- Lowe, P., Cox, G., MacEwen, M., O'Riordan, T., Winter, M. 1986. Countryside conflicts. The politics of farming, forestry and conservation. Gower Publishing.
- O'Riordan, T., Turner, R. (eds.) 1983.Progress in Resource Management and Environmental Planning.
- O'Riordan, T., Turner, R. (eds.). 1983.Annotated Reader in Environmental Planning and Management. Pergamon Press.
- O'Riordan, T. 1981. Environmentalism. Pion.
- O'Riordan, T. and D. Sewell (eds.). 1981. Project Appraisal and Policy Review. Wiley.
- O'Riordan, T. and G. Padgett. 1978. Sharing rivers and canals: a study of the views of coarse anglers and boat users on selected waterways. Sports Council.
- O'Riordan, T. 1971. Perspectives on resource management. Pion.